# Planisferi de Caverio
El planisferi de Caverio o Canerio, va ser dibuixat entre 1504 i 1505 pel cartògraf genovès Nicolaus de Caverio o Nicolo Caverio, representant el món conegut pels occidentals el 1502-1504. Pren com a model el Planisferi de Cantino, lleugerament actualitzat, amb la major part de les anotacions topogràfiques fetes en portuguès. Es conserva al Departament de cartografia de la Biblioteca Nacional de França.

## Descripció
El planisferi consta de deu fulls de pergamí, il·luminades i acoblades en un mapa de 2,25 × 1,15 metres. Porta la signatura: Opus Nicolay de Caverio Januensis. És un mapa dels coneguts com a portolans, carta de navegació en la qual es representen mitjançant línies rutes loxodròmiques. Segons el costum de l'època, les banderes representen els dominis de cada Estat però, menys polític que el planisferi de Cantino elimina la línia de demarcació que estableix el Tractat de Tordesillas i qualsevol al·lusió a jurisdiccions polítiques. Com a novetat, «veritable revolució tecnològica per als mapes de navegació", les latituds s'indiquen al marge esquerre mitjançant una escala graduada des dels 55 graus sud fins als 70 graus nord.
Amèrica del Nord es representa en tres segments diferenciats: Groenlàndia i la costa est de Terranova, l'interior de la qual ve indicat per la presència de grans arbres verds, ambdues amb bandera portuguesa, i molt més a l'oest la Florida i la península de Yucatán. Retallada pel marge superior de la fulla, Groenlàndia podria pertànyer tant al continent asiàtic com a l'americà, una possibilitat que queda completament descartada en el planisferi de Martin Waldseemüller.
Al sud-est de la Florida hi ha les Antilles, amb la llegenda «Las Antilhas del Rey de Castella», amb la Hispaniola i la Isabela. A l'oest hi ha un golf que conté nombroses petites illes. La costa baixa immediatament per formar la península de Yucatán, escamotejant gran part de Mèxic. Yucatán, potser explorada per mariners portuguesos de manera clandestina, no figurava al planisferi de Cantino i prova que el mapa de Caverio no és una simple adaptació d'aquell.
El dibuix i la toponímia de la costa d'Amèrica del Sud es basa en gran part en els resultats de les expedicions d'Amerigo Vespucci i Fernando de Noronha entre 1502 i 1504. L'interior del Brasil es representa amb turons, arbres verds i grans lloros de color vermell que recorden els de Cantino.
La costa africana es descriu amb gran precisió, mentre una girafa, un lleó i un elefant caracteritzen l'interior del continent. Les llegendes, col·locades al costat de Calcuta i Cochin, a l'Índia, descriuen el comerç amb els ports de l'Índic. Amb tot, el mar Roig es dibuixa de forma menys precisa que en el planisferi de Cantino.

## Història
L'abundància d'inscripcions en portuguès suggereix que va poder haver-se realitzat a Portugal. La recollida d'informacions proporcionades per Fernando de Noronha el 1504 indica una data probable de realització entre 1504 i 1505. D'altra banda, la manca de continuïtat en les costes d'Amèrica Central i del Sud, demostra que al seu autor no li havien arribat encara notícies dels viatges de Juan de la Cosa als golfs de Darién i Urabá el mateix 1504.
El planisferi de Caverio és la font principal del mapa de Martin Waldseemüller, publicat el 1507, i va ser utilitzat també en la confecció d'altres mapes del primer quart del segle xvi, en què es troba la mateixa incorrecta configuració de la Florida, el Golf de Mèxic i la península de Yucatán.
Forma part de les antigues col·leccions del Servei Hidrogràfic de la Marina conservades a la Biblioteca Nacional de França.